# Lilla Essingen
Lilla Essingen:

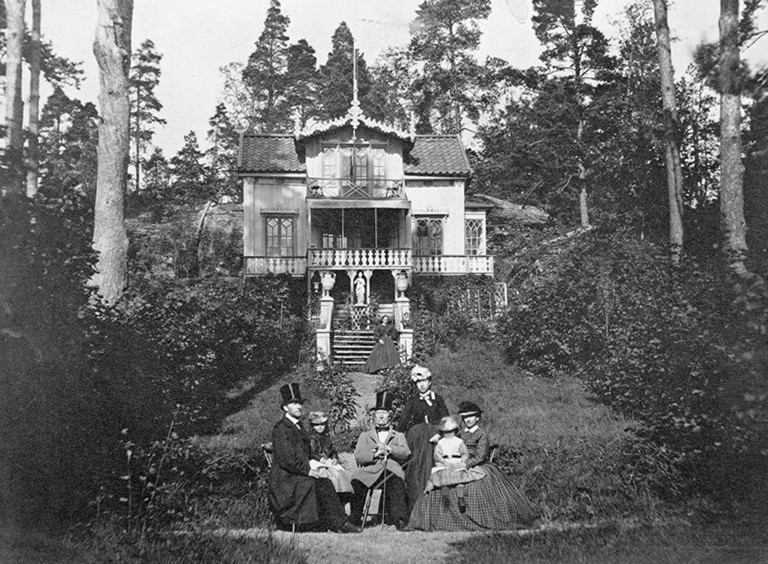
Lilla Essingen, 1867.

1. egy sziget a Mälaren-tó keleti részében, s egyúttal
2. Stockholm egyik városnegyede Kungsholmen kerületében

## Lásd még
- Stora Essingen
- Essingeleden